# Alfian bin Sa'at
Alfian bin Sa'at (* 18. Juli 1977 in Singapur) ist ein singapurischer Schriftsteller und Dichter. Er ist ethnischer Malaie und von javanischer, Minangkabau und Hakka-Herkunft und wird regelmäßig als „Enfant terrible“ seines Landes bezeichnet. Sein provokatives Werk umfasst Lyrik, Prosa und Theaterstücke.
Er war Schüler des Raffles Institution und Raffles Junior College. Alfian war der Chef von Creative Arts Programme und nahm an deren kreativen Programmen teil. Seine Arbeiten werden in Malaysia und in Singapur gespielt und er arbeitet für die Theatergruppe W!LD RICE.

## Werke

### Theater

#### Englische Sprache
- Fighting (1994)
- Black Boards, White Walls (1997)
- Yesterday My Classmate Died (1997)
- sex.violence.blood.gore (mit Chong Tze Chien) (1999)
- Asian Boys Vol. 1 (2000)
- What's The Difference? (2001)
- Don't Say I Say (2001)
- Poppy dot dream (2001)
- The Corrected Poems of Minah Jambu (2001)
- The Optic Trilogy (2001)
- 7 Ten: Seven Original 10-minute Plays: Not In (2003)
- Landmarks: Asian Boys Vol. 2  (2004)
- Tekka Voices (2004)
- Mengapa Isa? (2004)
- The Importance of Being Kaypoh (2005)
- Harmony Daze (2005)
- Confessions of 300 Unmarried Men: Blush (2006)
- Homesick (2006)
- Happy Endings: Asian Boys Vol 3 (2007)
- Snow White and the Seven Dwarfs (2008)
- Beauty And The Beast (2009)
- Cooling Off Day (2011)
- Cook a Pot of Curry (2013)
- Monkey Goes West (2014)

#### Malaiische Sprache
- Deklamasi Malas (1997)
- Dongeng (1997)
- Anak Bulan di Kampung Wa' Hassan (1998)
- Madu II (1998)
- Causeway (1998)
- The Miseducation of Minah Bukit (2001)
- Tapak 7 (2001)
- Minah & Monyet  (2003)

#### Hochchinesisch
- Fugitives (失控)(mit Ng How Wee) (2002)

### Lyrik
- One Fierce Hour. Landmark Books, 1998, ISBN 981-3065-18-4
- A History of Amnesia. Ethos Books, 2001, ISBN 981-04-3704-8

### Prosa

#### Englische Sprache
- Corridor. SNP, 1999, ISBN 981-4032-40-9

#### Malaiische Sprache
- Bisik: Antologi Drama Melayu Singapura (Whisper: Anthology of Malay Singaporean Drama) (Pustaka Cipta, 2003)

## Ehrungen/Preis
- 1995 – Kripalani Award for Outstanding Contribution to Creative Arts
- 1998 – Commendation Award by the Malay Language Council for Causeway
- 1999 – Singapore Literature Prize Commendation Award
- 2001 – Golden Point Award for Poetry
- 2001 – Young Artist Award for Literature
- 2005 – Life! Theatre Awards for Best Script for Landmarks: Asian Boys Vol. 2
- 2006 – FRONT Award